# إحسان كمال
إحسان كمال (13 ديسمبر 1934 - 25 يوليو 2022)، كاتبة قصص قصيرة وروائية مصرية.

## حياتها
ولدت في 13 ديمسبر 1934 بالعسيرات مركز جرجا. حصلت على دبلوم في 1951 من مدرسة الفنون التطريزية . نشرت أول أعمالها جاء الشتاء بمجلة الإذاعة في 1958. كانت عضوة مؤسسة لجمعية الكاتبات المصريات وعضوة جمعية الأدباء ونادي القصة ونائب لرئيس الصالون النسائي الأدبي. ترجمت بعض أعمالها للغات عالمية.

## أعمالها
لها أكثر من 200 قصة قصيرة ومجموعات قصصية. منهم:
- سجن الملكة: مجموعة قصصية، 1965.
- أحلام العمر كله: مجموعة قصصية، 1971.
- أقوى حب: مجموعة قصصية، 1982.
- ممنوع دخول الزوجات: مجموعة قصصية، 1988.[1]
- سطر مغلوط
- خيط لا ينقطع: مجموعة قصصية، 2013.[4]

## جوائزها
- جائزة نادي القصة
- وسام المجلس الأعلى للفنون والآداب
- جائزة إحسان عبد القدوس للقصة القصيرة
- جائزة نجيب محفوظ
- جائزة محمود تيمور[1]

## وفاتها:
توفيت بحي الدقي في محافظة الجيزة يوم السبت 25 يوليو 2022م عن عمر ناهز 93 عاما.